# Mladen Krstajić
Mladen Krstajić (Zenica, Yugoslavia, 4 de marzo de 1974) es un exfutbolista y entrenador serbio. Actualmente está sin club.
Representó a Serbia y Montenegro en la Copa Mundial de la FIFA 2006. Desde enero de 2015 hasta marzo de 2020, desempeñó el cargo de presidente de la junta directiva del Radnik Bijeljina de la Liga Premier de Bosnia y Herzegovina. Asimismo, entrenó a Serbia en la Copa Mundial de la FIFA 2018 y luego se convirtió en entrenador del Maccabi Tel Aviv en diciembre de 2021. 

## Carrera como jugador

### Inicios
Krstajić nació y creció en Zenica, actual Bosnia y Herzegovina, de madre serbia y padre montenegrino.Después de jugar en los equipos juveniles de Čelik Zenica, Krstajić se mudó a Kikinda en abril de 1992, tras el estallido de la Guerra de Bosnia. Empezó a jugar con Senta durante seis meses. Luego se mudó al OFK Kikinda, en ese momento un club de primera liga. En algún momento de una exitosa carrera como futbolista serbio, llega el momento de decidir si uno quiere jugar en el Partizán o en el Estrella Roja de Belgrado, y Krstajić decidió mudarse al primero en 1996. 
Según el propio Krstajić, el Estrella Roja se interesó por él, pero como proviene de una familia que anima al Partizán, decidió firmar un contrato con su club favorito. Sus cuatro años y medio en club serbio fueron más que exitosos, ganando tres campeonatos nacionales (1996, 1997, 1999) y también la copa nacional en 1998.

### Paso por Alemania
En 2000, Krstajić se unió al Werder Bremen de la Bundesliga, que pagó una tarifa de transferencia de 1,8 millones de marcos alemanes (unos 950.000 euros) al Partizán.Inicialmente jugó como lateral izquierdo en su primera temporada,pero se convirtió en uno de los mejores defensores centrales de la liga,ganando el doblete de Bundesliga y la Copa de Alemania en 2004.
En 2004 se incorporó al Schalke 04, donde fue nombrado nuevo capitán el 17 de marzo de 2009.

### Partizán
El 5 de junio de 2009, Krstajić firmó un contrato de dos años con su antiguo club, el Partizán.En enero de 2010, tras la marcha de Nenad Đorđević, fue nombrado nuevo capitán del equipo.Después de dos temporadas muy exitosas, disputó su último partido profesional el 21 de mayo de 2011.

## Selección nacional
Krstajić formó parte de la defensa de los "Cuatro Famosos" de la selección de Serbia y Montenegro, que encajó sólo un gol durante la clasificación para la Copa Mundial de la FIFA 2006. Los otros miembros de los cuatro famosos eran Ivica Dragutinović, Goran Gavrančić y Nemanja Vidić.
Entre 1999 y 2008 disputó 58 partidos internacionales y marcó 2 goles. Representó a tres selecciones absolutas: Yugoslavia (1992-2002; 20 apariciones, 2 goles), Serbia y Montenegro (2002-2006; 27 apariciones) y Serbia (2006-2008; 11 apariciones).

### Participaciones en Copas del Mundo
| Torneo                       | Sede     | Resultado    | PJ | Goles |
| ---------------------------- | -------- | ------------ | -- | ----- |
| Copa Mundial de la FIFA 2006 | Alemania | Primera fase | 3  | 0     |

## Carrera como entrenador

### Serbia
Krstajić comenzó su carrera como asistente técnico de la selección de Serbia para las eliminatorias de la Copa Mundial de la FIFA 2018. En octubre de 2017, tras la destitución del entrenador Slavoljub Muslin, lo sucedió como entrenador interino.En ese marco, dirigió al equipo en la gira asiática donde Serbia derrotó a China (2-0) y empató con Corea del Sur (1-1). En diciembre se anunció que asumiría el cargo de forma permanente y al menos hasta el final de la Copa Mundial de la FIFA 2018.
El 13 de junio de 2019, Krstajić fue despedido de su cargo después de una derrota por 5-0 en un partido de clasificación para la Eurocopa 2020 contra Ucrania.

### TSC
Krstajić se convirtió en entrenador del TSC en enero de 2021.Dejó el club en octubre.

### Maccabi Tel Aviv
El 9 de diciembre de 2021, Krstajić fue nombrado entrenador del Maccabi Tel Aviv de la Liga Premier de Israel.En mayo de 2022, su contrato fue rescindido de mutuo acuerdo.

### Bulgaria
El 21 de julio de 2022, Krstajić fue nombrado entrenador de la selección de Bulgaria hasta 2024.Fue despedido del cargo el 26 de octubre de 2023 por malos resultados.

## Clubes

### Como jugador
| Club                 | País     | Año       |
| -------------------- | -------- | --------- |
| FK Senta             | Serbia   | 1992-1993 |
| FK Kikinda           | Serbia   | 1993-1996 |
| Partizán de Belgrado | Serbia   | 1996-2000 |
| Werder Bremen        | Alemania | 2000-2004 |
| Schalke 04           | Alemania | 2004-2009 |
| Partizán de Belgrado | Serbia   | 2009-2011 |

### Como entrenador
| Club                  | País     | Año       |
| --------------------- | -------- | --------- |
| Selección de Serbia   | Serbia   | 2017-2019 |
| FK TSC                | Serbia   | 2021      |
| Maccabi Tel Aviv      | Israel   | 2021-2022 |
| Selección de Bulgaria | Bulgaria | 2022-2023 |

## Palmarés

### Campeonatos nacionales
| Título                      | Club                 | País     | Año  |
| --------------------------- | -------------------- | -------- | ---- |
| Superliga de Serbia         | Partizán de Belgrado | Serbia   | 1996 |
| Superliga de Serbia         | Partizán de Belgrado | Serbia   | 1997 |
| Superliga de Serbia         | Partizán de Belgrado | Serbia   | 1999 |
| Bundesliga de Alemania      | Werder Bremen        | Alemania | 2004 |
| Copa de Alemania            | Werder Bremen        | Alemania | 2004 |
| Copa de la Liga de Alemania | Werder Bremen        | Alemania | 2005 |